# 谈杨
谈杨（1989年1月9日—），出生于武汉，前中华人民共和国足球运动员，司职前锋。

## 足球生涯
2001年8月，谈杨进入了武汉市足球学校。过了一年多后，谈杨在广东清远冬训时试训了几支球队，最终加盟浙江绿城梯队。2007年谈杨在U-19足协杯赛中5场比赛打进6球。接着，他入选中国国青队，并凭借极高的进球率坐稳了国青主力前锋的位置，之后又曾入选了中国国奥队。2007年2月，他前往法甲球队短期试训。
2008年，谈杨进入浙江绿城一线队。4月5日，他在浙江绿城主场0比2不敌青岛中能的比赛第68分钟替补程鹏出场，上演职业生涯的首秀。 11月12日，他在联赛第27轮的比赛射进职业生涯的首个进球，帮助浙江绿城客场2比2逼平长春亚泰。 2009年7月，谈杨首次入选中国国家队，成了绿城队史上第一个国家队队员。7月18日，他在中国3比1击败巴勒斯坦的友谊赛替补曲波出场，首次在国家队亮相。 2012年初，谈杨被新到队的日本主教练冈田武史放弃，离开杭州绿城。
由于杭州绿城在2012赛季初的攻击力不高，谈杨又重新回到球队。 不过等到在二次转会期重新注册时，球队已经没有他的位置，2012年7月，谈杨被租借到中国足球乙级联赛球队河北中基。 他在2012赛季下半赛季出场11次，射进6球，但被视为升级大热门的河北中基却在总决赛第一轮就被淘汰，无缘升级。赛季结束后，谈杨正式转会到河北中基。他在2013赛季上半赛季出场6次，但没有进球。
2013年6月，谈杨前往葡萄牙足球乙级联赛球队马夫拉试训，7月24日，他和马夫拉签约2年。 8月25日，他在新赛季联赛第一轮首发登场，首次为马夫拉亮相，并在比赛中射进马夫拉赛季第一个进球，最终帮助球队客场2比0击败里查琛斯竞技。

## 个人
谈杨原名叫杨成武，和中国人民解放军将领杨成武重名，家人怕他因此会有压力，就用母姓“谈”和父姓“杨”将他改名为谈杨。